# 巴尔扎克故居
巴尔扎克故居 (法語：Maison de Balzac)是一座作家故居博物馆，是法国小说家巴尔扎克（1799–1850）的故居。它位于法国巴黎巴黎十六区 雷努阿尔路（rue Raynouard）47号，除了禮拜一和假期之外每日開放，免費入場，但在特展時收费。最近的地铁站是帕西站、犬舍站和肯尼迪总统大街站（Avenue du Président Kennedy）。
这座简朴的房子，带有庭院和花园，位于帕西住宅区内，靠近布洛涅森林。巴尔扎克在逃离债主后，以其管家的名字（德·布鲁格诺先生），于1840年至1847年租下了顶楼。1949年被巴黎市收购，现在是该市三大文学博物馆之一，另外两座是巴黎第四区孚日广场6号的维克多·雨果之家和巴黎第九區蒙馬特山的浪漫生活博物館（法語：Musée de la Vie Romantique）（乔治·桑故居）。这是巴尔扎克众多住处中唯一一处仍然存在的一处。
巴尔扎克的五个房间的位于顶层（三楼），今天通向花园。在这里，他编写《人间喜剧》，写了一些最好的小说，包括《搅水女人》（La Rabouilleuse）、《一桩神秘案件》（Une ténébreuse affaire）和《贝姨》。作家的家具在其遗孀去世后已消失无踪，但现在博物馆里还有巴尔扎克的写字台和椅子 ，镶有绿松石的手杖，以及祖尔马·卡拉乌德于1832年送给他的茶壶和咖啡壶。
1971年，故居的底楼开辟一个图书馆，里面有作者的手稿、原版和后续版本、插图、巴尔扎克注释和签名的书、献给巴尔扎克的书，以及当时的其他书籍和杂志。
2012年，巴尔扎克故居进行了翻新，以达到目前的标准，现在拥有较现代的外观。
这座房子下面的洞穴很出名，这些洞穴的陶器碎片鉴定为中世纪晚期的前穴居人住宅。然而，这些挖掘并不向公众开放。